# Televisão no Piauí
1. Um pouco da história da televisão no estado brasileiro do Piauí:

## Década de 1960
A história da televisão no Piauí começa nos anos 1960, quando ao contrário de outros estados e territórios, em que as primeiras transmissões sempre ocorrem nas capitais, o começo das transmissões se deu no interior do Estado.
A primeira emissora a chegar no Piauí foi a retransmissora da TV Ceará (da Rede Tupi) em Parnaíba, através de enlaces (links) de transmissões vindas de Fortaleza, capital do Ceará, que em pouco tempo passaram a cobrir além do limite entre Piauí e Ceará, quase todas cidades do norte e centro do Piauí.
A segunda a chegar no Estado foi a retransmissora da TV Difusora (da Rede Globo) em Timon, MA, que abrangia a vizinha Teresina, através de enlaces (links) de transmissões vindas de São Luís, capital do Maranhão, em 1968.
Com o surgimento das retransmissoras, Walter Alencar pretendia fundar a TV Rádio Clube. A Lei 6404/66, conhecida Lei das S/A, permitia através de vendas de ações a baixo custo a um grande número de pessoas, angariar recursos suficientes para a consecução do objetivo de construir no Piauí uma estação de televisão, quando eram poucos os estados brasileiros que possuíam uma.
Em 1970, a capital Teresina e dezenas de municípios piauienses acompanham a conquista do Tri do Brasil através das duas retransmissoras.

## Década de 1970
A primeira estação de TV no Piauí foi inaugurada no dia 3 de dezembro de 1972, com o nome TV Clube de Teresina, operando no canal 4 e prefixo ZYB-350, ocasião em que o chamado Colosso do Monte Castelo passou a denominar-se Edifício Presidente Médici, em cujo governo, através de portaria do Ministro das Comunicações, Higino Corsetti, concretizou-se o sonho.
Após a TV Clube ser inaugurada, as duas retransmissoras das TVs Ceará e Difusora saem do ar. Apesar disso, essas emissoras mantiveram retransmissoras no interior do Estado por mais anos, até serem substituídas aos poucos pela TV Clube.
Em 20 de janeiro de 1973, foi inaugurada a retransmissão do sinal de TV Rádio Clube de Teresina, para Oeiras.
Em novembro de 1974, a TV Clube com o satélite da Embratel, passou a exibir ao vivo os programas Jornal Nacional e Fantástico, tornando-se definitivamente afiliada à Rede Globo de Televisão, consolidando uma parceria que permanece até os dias atuais. Até a data de entrada na Rede Globo, a TV Clube transmitia programas da TV Tupi, TV Globo e outras emissoras.

## Década de 1980
No dia 25 de abril de 1985, entrou no ar, através do Canal 7, a TV Timon, no mesmo dia em que eram realizados o funeral e enterro ao vivo de Tancredo Neves na cidade de São João Del Rey, Minas Gerais, transmitido pela Rede Bandeirantes. A emissora manteve a rede até o final do ano, quando sai do ar.
Em 8 de janeiro de 1986, entrava no ar em fase experimental e exibindo programação da Bandeirantes, a TV Pioneira Canal 5, com prefixo ZYB 351, que em março passou a exibir integralmente a programação. O primeiro programa veiculado pela emissora foi o Jornal da Pioneira, apresentado por Tony Trindade e Laura Learth. O programa era apresentado no horário da noite. A emissora nasceu com grandes desafios e foi uma televisão de vanguarda. Foi a primeira no Piauí a transmitir os desfiles das escolas de samba em 1987, a posse de um governador (Alberto Silva) e a final de um campeonato Piauiense de Futebol em 1986 entre Flamengo e River. Tudo ao vivo, o que para a época era um grande desafio.
Em 23 de março do mesmo ano, após hiato de quase quatro meses fora do ar, a TV Timon retorna ao ar no mesmo canal e retransmitindo outra rede, já como afiliada do SBT. Em maio de 1987, a TV Timon estreou seus primeiros programas locais após testes.
Em agosto do mesmo ano, entrou no ar em fase experimental, através do Canal 2, a TVE Piauí, inaugurada pelo governador José Raimundo Bona Medeiros.
Com a inauguração definitiva das três emissoras, era decretado o fim do monopólio de mais de 13 anos (1972 a 1986) da TV Clube em Teresina e Timon.
Em abril de 1986, o Dentel liberou a operação do canal 10, a quinta emissora de TV na região de Teresina e Timon, por meio de concessão do presidente Sarney ao grupo liderado pelo empresário José Elias Tajra.
Em agosto de 1987, já com novo governo, por decisão em decreto do governador Alberto Tavares Silva, é criada a Fundação Antares e a TVE PI passa a se chamar TV Antares. Nesse mesmo ano, a emissora passa a iniciar sua programação às 14h10 com programas infantis, entre eles destaques da TV Cultura de São Paulo como o Bambalalão (que concorreu ao Troféu Imprensa, promovido pelo SBT, em sua categoria). Foi a partir dessa fase que começaram a surgir as primeiras produções "próprias" do Canal 2: o infantil Repeteco (coletânea dos melhores momentos da programação infantil que Maia Veloso comandava às sextas-feiras) e o Jornal Antares, única investida de uma TV local no jornalismo no fim-de-noite, exibido até 1990.
Em 1988, o Ministério das Comunicações lançou duas licitações em concessões de TVs no Piauí, as primeiras no interior: nas cidades de Floriano e em Parnaíba, respectivamente para comercial e educativa.
Em 19 de dezembro do mesmo ano, o empresário José Elias Tajra inaugurou a TV Antena 10, afiliada à Rede Manchete, a qual foi equipada com os mais modernos equipamentos. A emissora nasceu se deparando com o poder dos canais já existentes no Estado. Sua chegada motivou a descoberta de inúmeros profissionais, hoje reconhecidos em todo o Piauí.

## Década de 1990
Em junho de 1992, entrou no ar a TVE Parnaíba, a primeira no interior, mas no final da década, por conta dos problemas de sucateamento, a emissora sai do ar.
Em 1º de janeiro de 1995, a TV Timon passa a se chamar TV Meio Norte, mantendo a afiliação com SBT.
Em 1997, a TV Antena 10, então afiliada à Rede Manchete, troca de rede e passa a retransmitir o sinal da Rede Record, atual afiliada.
No mesmo ano, outro fato marcante nesta década foi o surgimento da TV Alvorada do Sul de Floriano, sendo afiliada à Rede Globo, operando no canal 6. Destacou-se como o primeiro canal de televisão do interior do Piauí, sendo inaugurado em 10 de setembro de 1997. A TV Alvorada já foi premiada pelo trabalho jornalístico e comercial e exportou muitos profissionais que hoje estão na imprensa estadual e com aparições nacionais.
Em 1998, a então TV Pioneira passa a se chamar TV Cidade Verde, mantendo a afiliação à Band e inaugurando nova programação local, com programas como o Notícia da Manhã, Jornal do Piauí e o Jornal Cidade Verde, até hoje no ar.
Em 2000, último ano da década e do século XX, as TVs Meio Norte e Cidade Verde trocam de redes: no dia 9 de janeiro, a Meio Norte passa a ser afiliada à Bandeirantes e a Cidade Verde passa a retransmitir o SBT.

## TV Digital
A TV Cidade Verde é a primeira emissora do Piauí e também das afiliadas ao SBT a transmitir o seu sinal em TV digital, operando através do canal 28 UHF Digital, sendo inaugurada oficialmente no dia 23 de Março de 2009, às 18hs.
A TV Assembleia do Piauí passou a transmitir o seu sinal em TV Digital, operando através do canal 16.1 UHF Digital, sendo inaugurada oficialmente no dia 10 de Setembro de 2015, às 7h.

## Canais de televisão do Piauí
- TV Clube (Globo) - Teresina, 26 UHF
- TV Alvorada (Globo) - Floriano, 6 VHF/25 UHF
- TV Cidade Verde (SBT) - Teresina, 28 UHF
- TV Cidade Verde Picos (SBT) - Picos, 16 UHF
- TV Antena 10 (Record) - Teresina, 34 UHF
- TV Bandeirantes Piauí (Band) - Teresina/Parnaíba,  42 UHF
- TV Meio (Rede Meio) - Teresina/Timon, 22 UHF
- O Dia TV (RedeTV!) - Teresina/Santa Quitéria do Maranhão, 27 UHF
- TV Lupa 1 (TV A Critica) - Teresina, 49 UHF
- TV Jornal (TV Cultura) - Teresina, 20 UHF
- TV Costa Norte (TV Cultura) - Parnaíba, 44 UHF
- TV Antares (TV Brasil) - Teresina, 24 UHF
- TV Delta (TV Brasil) - Parnaíba, 26 UHF
- TV Picos (TV Brasil) - Picos, 13 VHF
- TV Assembleia (Rede Legislativa de Rádio e TV) - Teresina, 17 UHF